# وین بلوم
وین بلوم (انگلیسی: Wayne Bloom؛ زادهٔ ۲۲ مارس ۱۹۵۸) کشتی‌گیر کشتی حرفه‌ای اهل ایالات متحده آمریکا است.